# Брестовина
Брестовіна (словац. Brestovina) — річка в Словаччині, права притока Конського потоку, протікає в окрузі Ліптовський Мікулаш.
Довжина приблизно 3.6-4.3 км. Витік знаходиться в масиві Ліптовська улоговина (геоморфологічна підодиниця Смречанська височина — частина Млаки) — на висоті близько 880 метрів. Протікає територією міста Ліптовський Мікулаш (міська частина Святий Стефан); сіл Конска і Ліптовський Ондрей.
Впадає у Конський потік на висоті приблизно 680 метрів.